# Lima Barros (monitor)
Lima Barros, ex-Bellona, foi um monitor ironclad operado pela Armada Imperial Brasileira. Sua construção foi conduzida pela construtora naval britânica Laird Brothers of Birkenhead, seguindo os projetos do monitor Bahia, e foi concluída em 1866. Com medidas de 61 metros de comprimento, 11,6 metros de largura e um calado de 3,9 metros, este navio de guerra estava equipado com dois canhões de alma raiada Whitworth de 120 libras. Sua história está entrelaçada com a Guerra da Tríplice Aliança, pois originalmente foi construído para o Paraguai, mas, devido às dificuldades de pagamento decorrentes do conflito, o Império do Brasil o adquiriu.
Durante o período de operação na guerra, o monitor Lima Barros desempenhou suas atividades em diversas batalhas. Uma das intervenções foi no ataque conjunto da esquadra e das forças terrestres aliadas ao forte de Curuzú, entre os dias 1 e 3 de setembro de 1866. No dia 4 do mesmo mês, o Lima Barros participou ativamente no bombardeio do forte de Curupaiti, onde sua artilharia desempenhou um papel crucial durante um ataque de duas horas. O monitor também voltou a atacar o forte em 22 de setembro do mesmo ano, durante a chamada Batalha de Curupaiti.
Uma das várias atuações do Lima Barros ocorreu em 15 de agosto de 1867, quando ele e outros navios ironclads da Armada Imperial Brasileira forçaram a passagem do forte de Curupaití, sob fogo intenso da artilharia defensiva. Após isso, eles ficaram encurralados entre os fortes de Curupaití e Humaitá. No ano seguinte houve duas operações de transposição de Humaitá. Durante a primeira tentativa de passagem, em 19 de fevereiro, o Lima Barros forneceu fogo de supressão aos navios que avançavam. Na segunda, efetuada em 21 de julho, participou ativamente da operação, concluindo com sucesso a passagem em cerca de duas horas de avanço.
Em 1869, as embarcações de grande porte, como o Lima Barros, não eram mais necessárias no conflito e foram designadas para diferentes distritos navais ao longo da costa brasileira. O monitor foi alocado no distrito encarregado de patrulhar a fronteira brasileira do extremo sul até a província do Rio de Janeiro. Nesse período pós-guerra, o Lima Barros realizou várias missões de treinamento e teve como comandante o herói de guerra Joaquim Antônio Cordovil Maurity. Finalmente, o Lima Barros foi aposentado em 8 de maio de 1883. A embarcação teria sobrevivido até 1905, quando fora enviada para demolição.

## Características
O projeto do Lima Barros teve como base as características do monitor Bahia, porém era maior e tinha duas torres de artilharia. O navio media 61 metros de comprimento entre perpendiculares, boca de 11,6 metros e um calado máximo de 3,9 metros. Tinha um peso em deslocamento de 1 705 toneladas longas (1 732 toneladas) e era equipado com um arco de aríete. Sua tripulação consistia de 170 oficiais e praças. O navio possuía dois motores a vapor, cada um acionando um eixo de hélice. Os motores produziram um total de 2 100 cavalos de potência indicados (1 600 quilowatts) e davam ao Lima Barros uma velocidade máxima de 12 nós (22 quilômetros por hora). Era equipado com três mastros e um gurupés.
Lima Barros era armado com quatro canhões Whitworth de 120 libras de alma raiada carregados pela boca, montados em duas torres de canhões duplos. Tinha um cinturão na linha d'água que variava em espessura de 4,5 polegadas (114 milímetros) à meia-nau a três polegadas (76 milímetros) nas extremidades do navio. As torres de artilharia também eram protegidas por 4,5 polegadas de blindagem.

## Construção
Antes da Guerra da Tríplice Aliança, o governo paraguaio tinha ambições de fortalecer sua marinha adquirindo navios ironclads de estaleiros europeus. Essa busca por poder naval começou a ganhar forma em 1862, quando engenheiros britânicos desempenharam um papel crucial ao apresentar aos paraguaios as especificações técnicas de várias embarcações, além de agirem como intermediários nas negociações com diversos estaleiros renomados. Já em 1864, o Paraguai havia formalizado encomendas para a construção de vários ironclads, o que representou um marco significativo em sua busca por poder naval. Os ironclads encomendados incluíam o Minerva e o Bellona, que foram construídos pela construtora naval britânica Laird Brothers of Birkenhead. Além disso, foram encomendados dois navios do mesmo tipo, Triton e Meduza, à construtora Dudgeons Brothers. O Paraguai também contratou um estaleiro francês para construir o Nemesis.

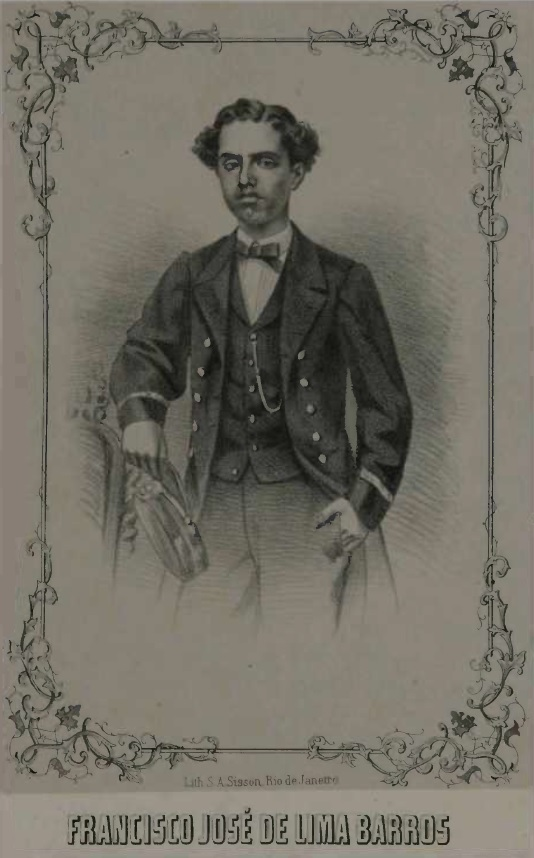
Lima Barros

A possível aquisição desses ironclads representaria uma mudança drástica no equilíbrio de poder naval na região do Rio da Prata. A presença de tais navios de guerra modernos teria potencialmente alterado a dinâmica geopolítica e estratégica na região, conferindo ao Paraguai uma capacidade militar marítima que poderia rivalizar com outras nações da área. A guerra iniciou-se no fim daquele ano e o lançamento ao mar do Belona ocorreu em 21 de dezembro de 1865, quando o Paraguai estava isolado do resto do mundo, devido ao bloqueio naval imposto após a derrota da esquadra paraguaia na Batalha Naval do Riachuelo, que efetivamente cortou qualquer possibilidade de contato com a Europa, o que fez o Paraguai ficar diante de uma situação financeira difícil e enfrentar sérias dificuldades para cumprir seus compromissos. Um desses compromissos estava relacionado à encomenda de ironclads, e por isso não conseguiu efetuar o pagamento pelo Bellona.
A construção do Bellona terminou em 3 de abril de 1866 e o governo imperial brasileiro decidiu adquirir a embarcação, classificando-a como fragata encouraçada passando por Mostra de Armamento e sendo renomeada para Lima Barros, em homenagem ao Guarda-Marinha Francisco José de Lima Barros, morto em combate a bordo da corveta Jequitinhonha durante a Batalha Naval do Riachuelo em 11 de junho de 1865. O primeiro comandante da embarcação foi o Capitão de Mar e Guerra Elisiário Antônio dos Santos, futuro Almirante, Barão de Angra. O Lima Barros chegou ao Brasil ainda em 1866, quando fundeou na Bahia.

## Serviço

### Guerra do Paraguai

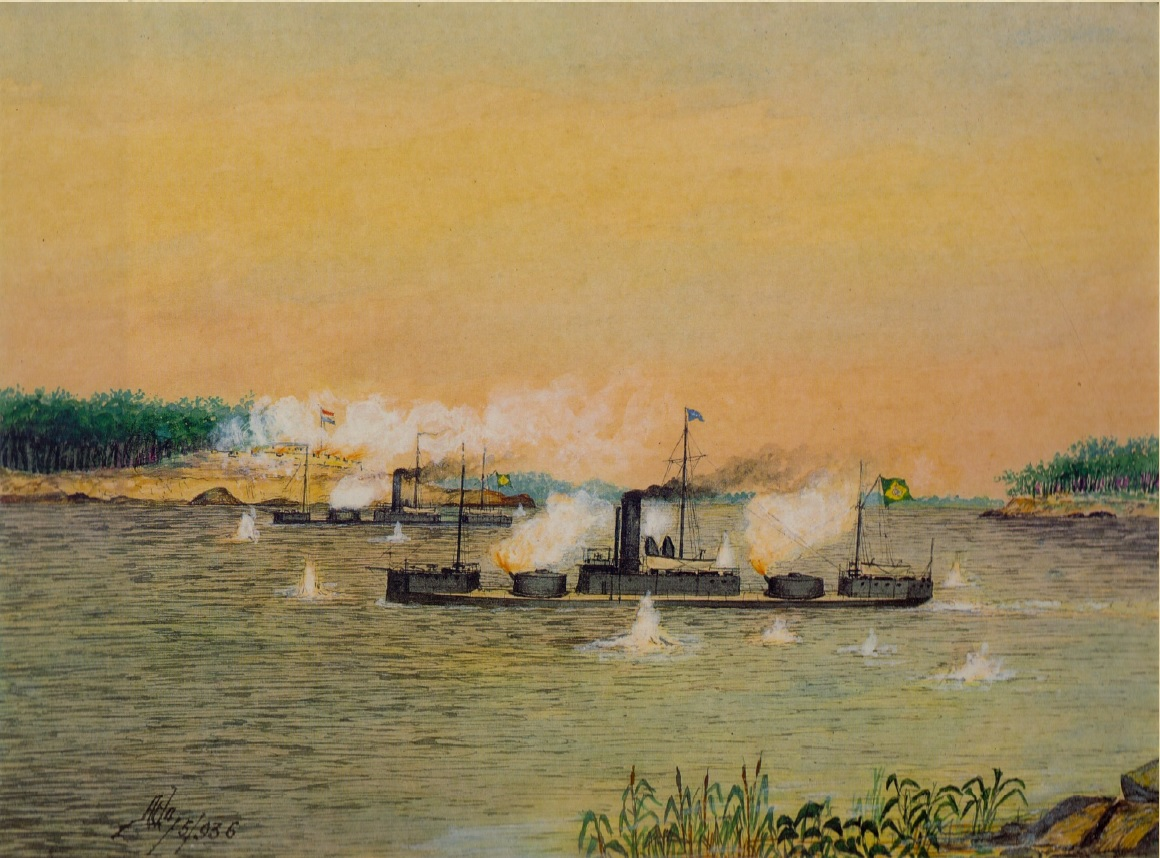
Monitores Bahia (mais próximo da artilharia paraguaia) e Lima Barros em bombardeio ao Forte de Curuzu no dia 1.º de setembro de 1866 (Ilustração de Trajano Augusto de Carvalho)

#### Ações em Curuzú
O ironclad brasileiro foi enviado às operações navais da marinha na Guerra do Paraguai em 1.º de maio de 1866, com a incorporação na esquadra imperial do front no dia 3 de julho. A primeira ação vista pelo navio ocorreu em 1.º de setembro, quando o ironclad bombardeou o Forte de Curuzú, às margens do rio Paraguai. A fortificação possuía três canhões apontados para o rio e uma trincheira de 900 metros de cumprimento que cobria toda sua posição terrestre para impedir uma eventual tentativa de desembarque.
A partir das 07h30 e em conjunto com os ironclads Bahia, Brasil, Barroso, Rio de Janeiro e Tamandaré, e diversos outros navios de madeira, em um ataque em colaboração com o exército brasileiro, o monitor Lima Barros atacou o forte, que respondeu com seus conhões de calibre 68 e 32, em uma ação que durou até a noite daquele dia com o objetivo de "amassiar" a posição antes do ataque terrestre. No dia seguinte, o forte voltou a ser atacado. Lima Barros iniciou suas atividades logo pela manhã e, na companhia do Bahia Brasil e Barroso rompeu o passo contra o forte, sob fogo de sua artilharia, e rumou para a fortaleza de Curupaití ao qual possuía uma barreira de vigas grossas e minas navais. Venceram as barreiras e como em Curuzú, houve bombardeio da esquadra contra essa posição defensiva que também respondeu com feroz fuzilaria. Foi também neste dia que a marinha perdeu seu único ironclad na guerra, o Rio de Janeiro, que foi atingido por torpedos (minas navais) e afundou com 53 tripulantes. O bombardeio naval se seguiu até o dia 3, quando as forças terrestres do general brasileiro Barão de Porto Alegre tomaram o baluarte.

#### Ações em Curupaiti

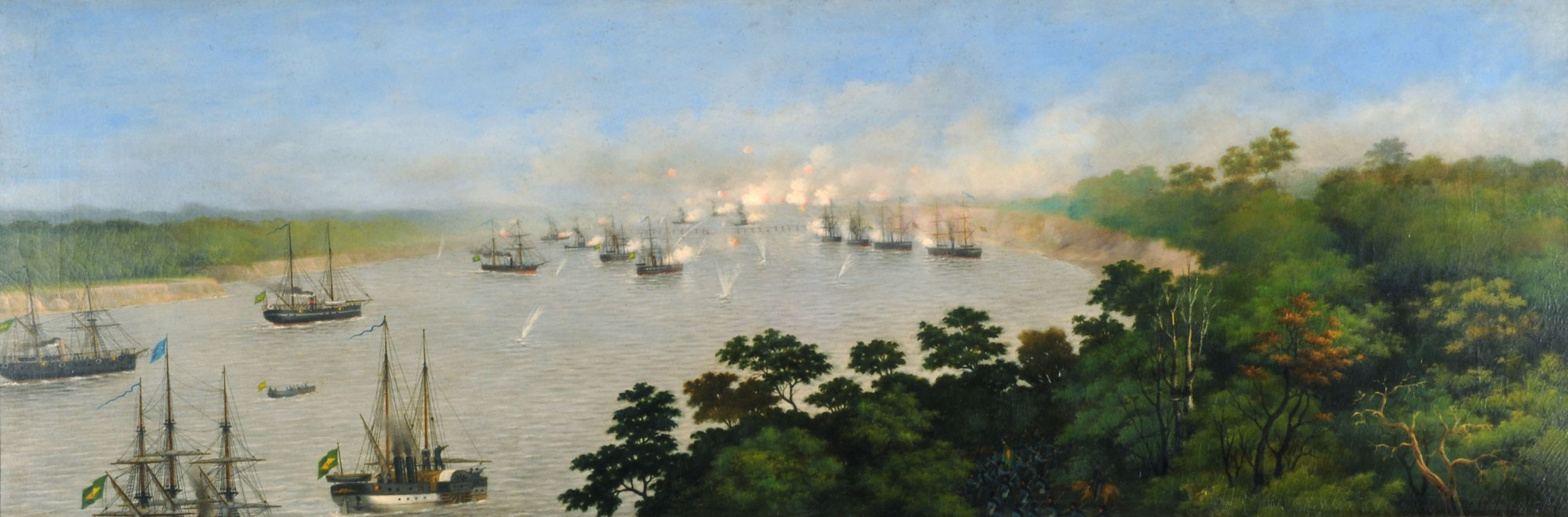
Ilustração do ataque da esquadra brasileira sobre Curupaiti

O Lima Barros bombardeou novamente o Forte de Curupaiti por duas horas no dia 4 de setembro, em companhia dos ironclads Bahia, Barroso e Brasil, além de algumas canhoneiras, bombardeiras e chatas. Nesta ação, o Lima barros sofreu impacto de quatro projéteis que feriu um mestre de marinheiros e matou um terceiro maquinista de nome José António de Oliveira.
No dia 22, o comandante das forças aliadas, Bartolomé Mitre, ordenou o assalto do exército argentino e brasileiro contra as baterias do forte, com apoio da armada imperial sob liderança do Almirante Tamandaré. A esquadra, sob a liderança do Lima Barros que era comandado pelo Capitão de Mar e Guerra Affonso Lima, e que levava a bordo o Chefe de Divisão Elisiário Antônio dos Santos, iniciou o bombardeio do forte às 07h00 daquele dia, com os ironclads Barroso, Brasil e Tamandaré e alguns navios de madeira lançando os primeiros projéteis. Uma hora e meia depois do início do ataque, Lima Barros e o Bahia avançaram sobre o forte até encontrarem a barranca sobre a qual o baluarte se sustentava, e romperam fogo contra o local. Ao meio-dia, o Lima Barros contribuiu para o sucesso do rompimento de uma barreira de estacas próximas ao forte realizado pelos três ironclads líderes do ataque. Todos os ironclads atacaram os defensores paraguaios, com o Lima Barros bombardeando a partir do lado do Chaco em relação à posição do forte. Depois disso, a bordo da corveta Beberibe, o comandante da marinha sinalizou para que as forças terrestres iniciassem o ataque. O Lima Barros acusou ter recebido 15 impactos do forte. Entretanto, o exército aliado sofreu uma terrível derrota nessa batalha que freou todas as principais operações de guerra por cerca de um ano.
Em 29 de maio de 1867, o 2º Corpo de Exército estava estabelecido seu acampamento em Curuzú. O aumento significativo do nível do rio resultou na completa inundação do local, tornando imperativa a necessidade de uma retirada ágil para Tuiutí. Nesse contexto, a presença e cooperação do Marquês de Caxias assumiram um papel fundamental, pois ele estava determinado a evitar que o inimigo explorasse a situação para dificultar a saída do exército brasileiro. Sob a coordenação do vice-almirante Joaquim José Inácio, foi concebida a estratégia de simular um ataque contra Curupaití e tentar transpor esse ponto estratégico, desde que as condições do volume das águas permitissem. Essa manobra envolveu a participação de toda a esquadra de ironclads e dois navios de madeira, Magé e Parnaíba. O vice-almirante comandava a partir do ironclad Brasil, liderando pessoalmente a ação.
A batalha que se desenrolou foi marcada pela vivacidade e durou até o anoitecer. Ambas as partes envolvidas mostraram tenacidade, com o inimigo resistindo resolutamente e recebendo reforços de Humaitá para defender Curupaití. À medida que a noite caía e as probabilidades de êxito na tentativa de forçar a fortaleza diminuíam, os navios tiveram que se retirar para o ancoradouro. Apesar bravura e determinação dos marinheiros em meio a circunstâncias adversas, a batalha não passou sem custos, deixando um saldo de 16 feridos, incluindo o Primeiro Tenente Joaquim Cardoso Pereira de Mello, imediato do navio Tamandaré. Além disso, os navios da esquadra sofreram avarias consideráveis devido à intensidade do combate.

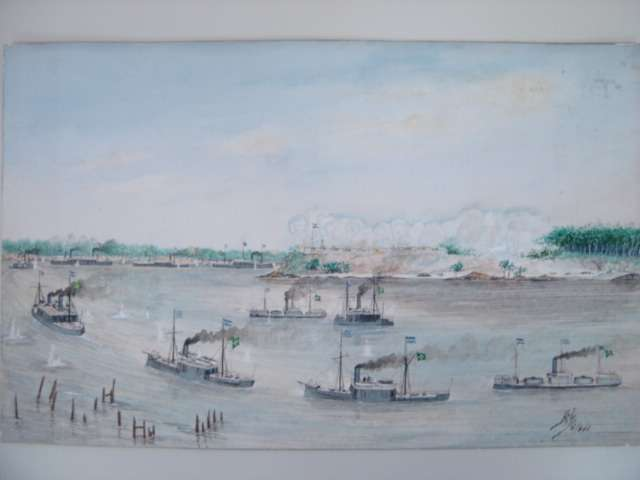
Ilustração da formação em coluna da esquadra encouraçada

No dia 15 de agosto, após diversas operações de bombardeio da marinha e de ofensivas do exército aliado, decidiu-se pela transposição forçada da fortificação. Para a missão, a esquadra imperial foi organizada do seguinte modo: Comandante-chefe da operação Vice-almirante Joaquim José Inácio; à frente da esquadra estaria a 3.ª Divisão de ironclads, sob comando do Capitão de Fragata Joaquim Rodrigues da Costa, composta pelo Brasil, Mariz e Barros, Tamandaré, Colombo e Bahia. À retaguarda, estaria a 1.ª Divisão de ironclads, sob comando do Capitão de Mar e Guerra Francisco Cordeiro Torres e Alvim, composta pelo Cabral, Barroso, Herval, Silvado e Lima Barros. Para fornecer fogo de supressão aos ironclads, estaria a divisão do Chefe de Divisão Elisiário Antônio dos Santos composta pelos navios de madeira Recife, Beberibe, Parnaíba, Iguatemi, Ipiranga, Magé, Forte de Coimbra e Pedro Afonso. Em contrapartida, os defensores paraguaios estavam organizados do seguinte modo: Comandante-chefe da Defesa de Curupaiti Coronel Paulino Alén; baterias compostas por 29 canhões, sendo um de calibre 80, chamado de El Cristiano, e 28 de calibres 32 e 68; guarnição composta por 300 artilheiros apoiados pelo 4.º batalhão de 800 homens e um esquadrão de cavalaria.

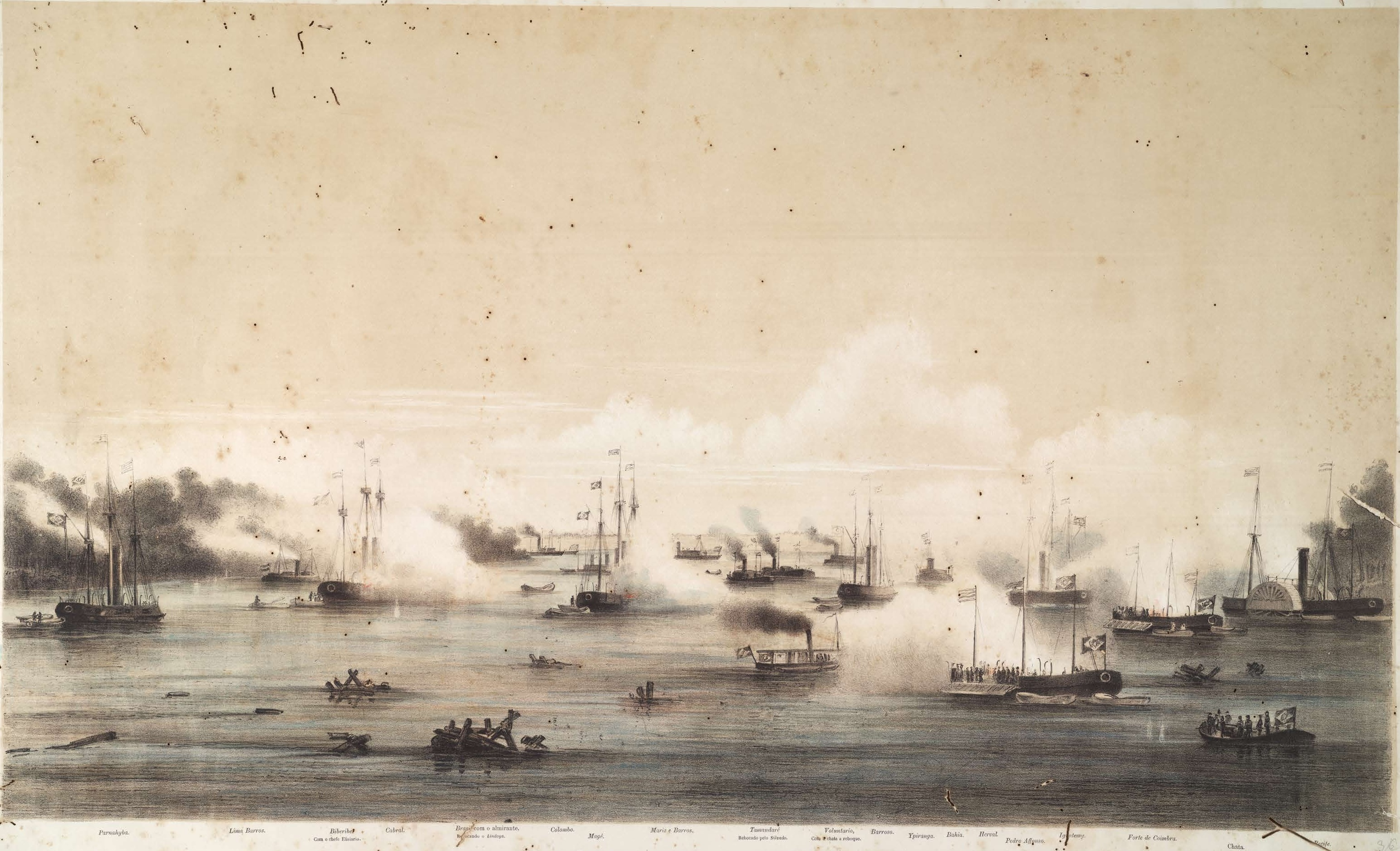
Ilustração da transposição efetuada pela esquadra encouraçada em 15 de agosto de 1867

A transposição ocorreu às 06h40 com o Brasil liderando o passo. Havia dois cursos no rio que os ironclads poderiam tomar: o canal, mais distante do forte e também mais fundo, porém infestado de minas navais, batelões afundados, duas estacadas de madeira e outros obstáculos criados pelos defensores, ou a barrancada, mais próxima da forte e mais raso, porém sem obstáculos ou minas, tendo como adversário apenas os canhões da fortaleza. Inácio optou pela segunda, surpreendendo os paraguaios. Apesar de não haver obstáculos no rio, os ironclads recebiam praticamente todos os projéteis disparados à pouca distância do forte, produzindo diversas avarias e algumas dezenas de baixas entre as tripulações. Foram cerca de duas horas de passagem, sem perda de navios. Foram 25 baixas sendo três mortos entre os brasileiros.
Segundo George Thompson, militar inglês a serviço do governo paraguaio, López teria deliberadamente permitido que a frota brasileira passasse por Curupaiti, ciente de que essa passagem funcionaria como uma armadilha. A intenção por trás desse movimento era privar os navios inimigos de suprimentos, deixando-os vulneráveis à fome, e, posteriormente, afundá-los quando tentassem repassar a mesma rota. A visão do governo paraguaio, expressa no jornal El Semanario de Avisos e Conocimientos Útiles, retrata a confiança e o otimismo do lado paraguaio. A publicação reivindica uma vitória ao afirmar que a esquadra brasileira estava "ferida no coração" e que parte de seus ironclads estava presa entre Curupaiti e Humaitá, sem recursos e sujeita ao poderio bélico paraguaio. Além disso, sugere que o restante da frota brasileira teria um destino semelhante de "vergonha e derrota".

#### Preso entre Curupaití e Humaitá
Algum tempo após a passagem de Curupaití, o Vice- Almirante Inácio enviou o Barroso para fazer o reconhecimento de Humaitá e descobriu-se que a passagem estava bloqueada com pelo menos três correntes grossas que iam de uma margem a outra do rio. Inácio estava preocupado como a possibilidade da esquadra não conseguir atravessar, ficar presa e ser alvo de abordagem dos paraguaios que almejavam tomar alguns dos ironclads brasileiros. Em 30 de agosto, ele informou ao comandante das forças terrestres Marquês de Caxias que não arriscaria a frota. Todos os navios que transpuseram Curupaití, assim como o Lima Barros, ficaram sem abastecimento regular que vinha do Rio de Janeiro. Após os couraçados brasileiros terem sido barrados acima do forte de Curupaiti, o governo brasileiro tomou a decisão de construir uma linha de abastecimento, denominada Afonso Celso, em homenagem ao Ministro da Marinha. Essa linha de abastecimento percorria entre dois portos improvisados nas margens oeste do rio, localizados no interior, atravessando a região conhecida como o Chaco. Esses portos foram nomeados "porto Palmar", situado abaixo de Curupaiti, e "porto Elisário", localizado acima do forte; ambos estavam estrategicamente posicionados fora do alcance dos canhões paraguaios.

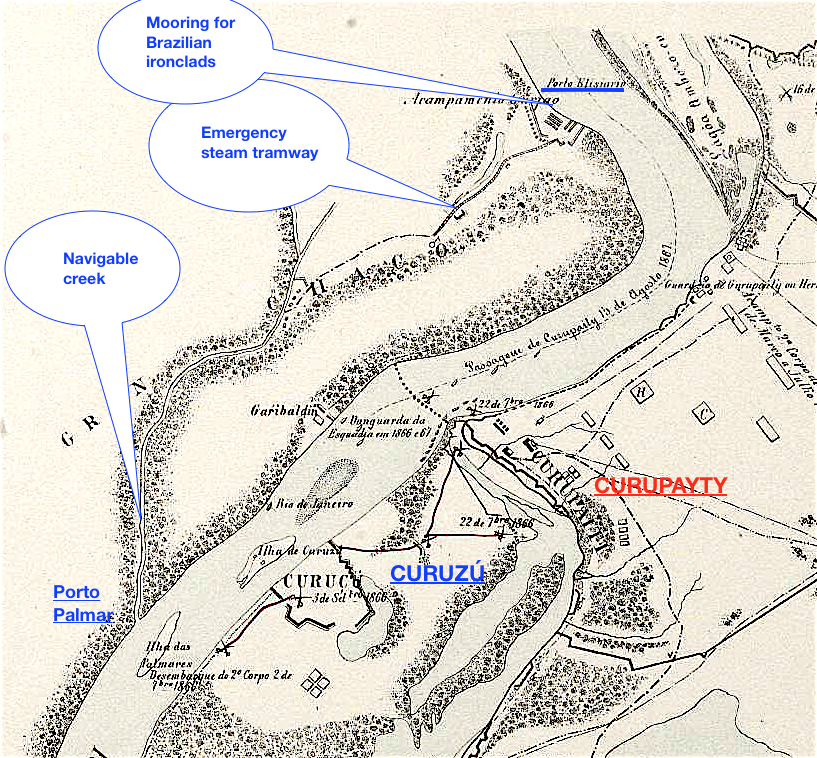
Estrada de ferro construída através do Chaco para abastecer os ironclads adiante de Curupaití

Os ironclads brasileiros ancoravam em "porto Elisário", que representou um ponto seguro para a frota. Para estabelecer essa conexão logística, a Marinha Imperial empreendeu um esforço considerável. A viagem inicial era realizada por meio de um riacho navegável denominado Quîá, que servia como um elo inicial na linha de transporte. A partir desse ponto, a Marinha Imperial construiu uma ferrovia militar, um empreendimento que envolveu uma série de desafios logísticos.
Inicialmente, a ferrovia era movida por tração animal, demonstrando a complexidade do projeto e o esforço requerido para a sua execução. Posteriormente, foi adaptada para funcionar com um motor a vapor improvisado, aprimorando a eficiência da operação. Essa linha de abastecimento tinha a tarefa de transportar diversos tipos de suprimentos, incluindo armas de artilharia, pequenos barcos a vapor, munição pesada, carvão e outros recursos essenciais para a manutenção da frota e das tropas. É importante notar que, de acordo com relatos da época, a linha de abastecimento Afonso Celso conseguia transportar impressionantes 65 toneladas de suprimentos por dia, um feito notável dada as condições geográficas desafiadoras da região. Os vagões da ferrovia muitas vezes pareciam flutuar sobre o terreno pantanoso, o que demonstra a engenhosidade e determinação da Marinha Imperial em manter o abastecimento de suas forças.
Por cerca de seis meses os ironclads permaneceram nesta precária posição, frequentemente saindo para bombardear Humaitá, porém com pouco dano. A única instalação que se podia ver claramente era a igreja de San Carlos Borromeo, que não escapou dos bombardeios da esquadra. O escritor Richard Burton escreveu: "Os brasileiros golpearam a igreja como um artilheiro anglo-indiano em um mastro de bandeira; e os paraguaios às vezes se divertiam consertando-a". Outra fonte diz que a igreja foi respeitada a princípio, mas depois foi bombardeada de propósito porque Caixas alegou que estava sendo usada como casa de pólvora e como uma torre de vigia. Suas ruínas ainda existem e são uma atração turística. De acordo com Arthur Silveira da Motta, o almirante Inácio ficou na inércia, raramente deixando sua cabine a bordo do Brasil, escrevendo artigos pitorescos para o semanário Semana Illustrada sob o pseudônimo de Leva-Arriba.

#### Ações em Humaitá e Angostura

##### Primeira passagem de Humaitá

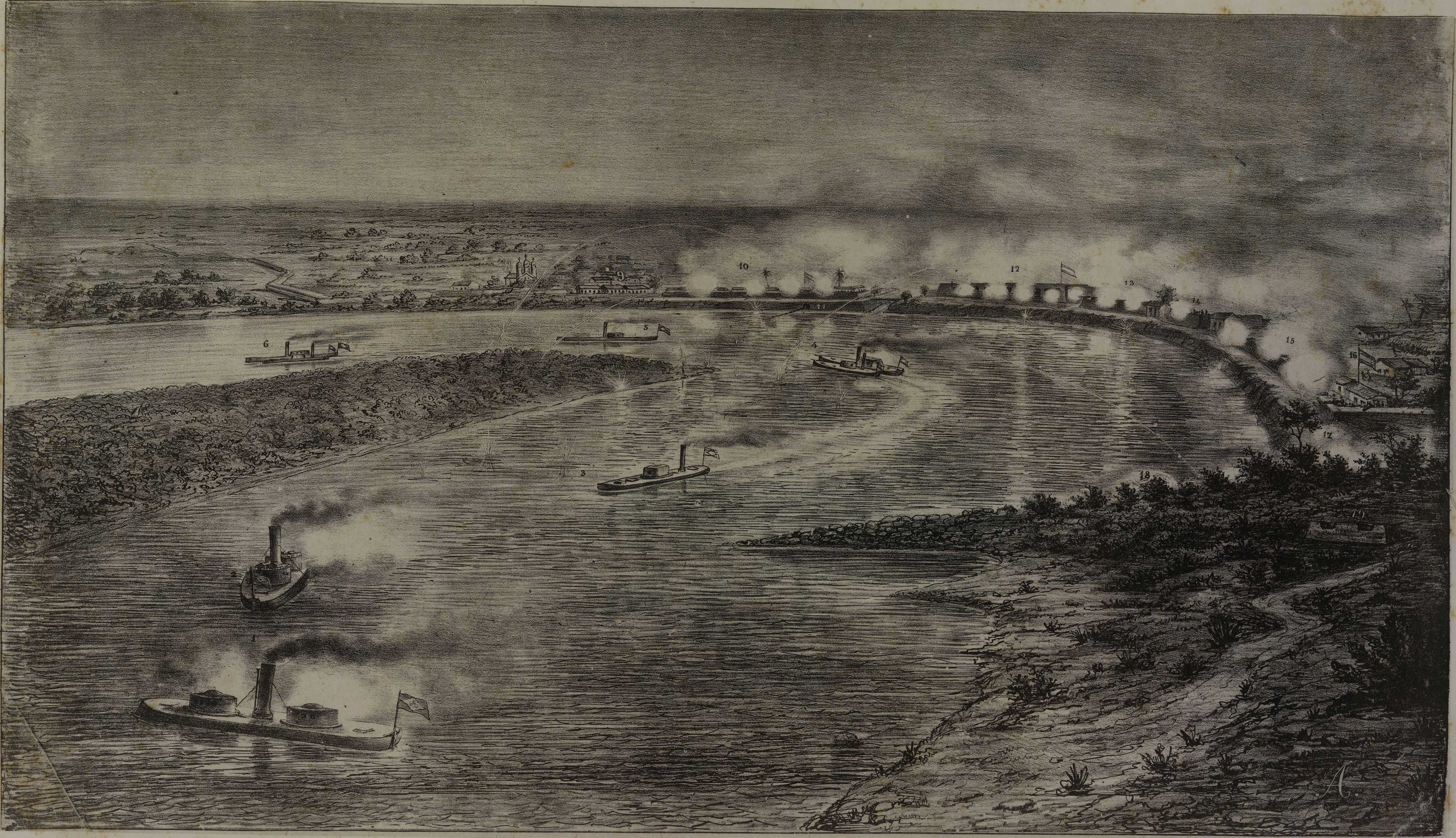
A Passagem de Humaitá retratada em gravura de Angelo Agostini, publicada em A Vida Fluminense, 1868

Finalmente, em 19 de fevereiro houve a Passagem de Humaitá, uma operação da armada imperial que forçou a transposição das defesas fluviais e costeiras da fortaleza de Humaitá por diversos ironclads. Neste dia, o Lima Barros, em conjunto com o Silvado e elementos do exército aliado, forneceu fogo de supressão em suporte aos navios atuantes.
O comandante do Lima Barros Capitão de Mar e Guerra Rodrigues da Costa e seu imediato Capitão de Fragata Garcindo de Sá, escolheram um local do rio que colocasse a embarcação em frente à bateria Londres, um dos pontos de artilharia do forte, para que pudesse bombardear todo o espaço fortificado, até onde seus projéteis pudessem alcançar. Para isso, o monitor foi manobrado para encalhar de propósito a sua proa e assim passou a ter maior estabilidade durante a metralha. O Silvado seguiu o mesmo plano, mas o comandante Capitão Tenente Jeronymo Gonçalves amarrou com cabos o monitor entre as árvores próximas. A operação terminou com vitória dos aliados.

##### Abordagem das canoas paraguaias

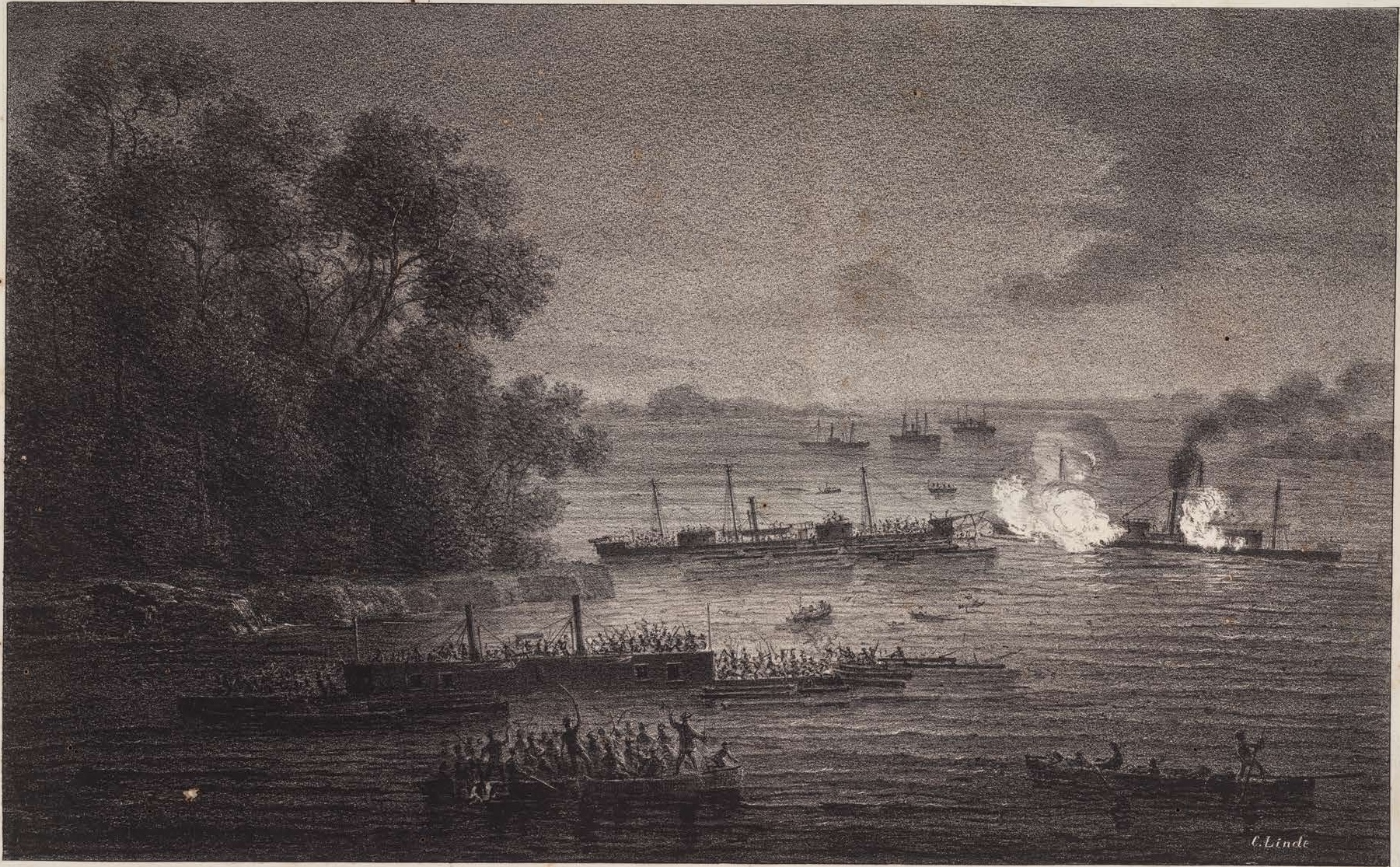
O quadro de Carlos Linde representa o momento em que os ironclads Lima Barros e Cabral, abordados pelos paraguaios, são socorridos pelo Silvado, enquanto os outros ironclads se aproximam

Em 2 de março de 1868, Lima Barros e Cabral estavam a uma distância de Humaitá que permitia que os navios ficassem protegidos de seus canhões, mas três peças de artilharia paraguaias, instaladas em um bosque próximo dos ironclads, comumente os hostilizavam. Cerca de 500 metros à vanguarda dos navios, às 2h, o guarda-marinha José Roque da Silva, ao comando de um escaler, patrulhava a região quando notou uma movimentação anormal de camalotes que desciam o rio e, ao se aproximar, verificou serem canoas paraguaias repletas de homens armados. Imediatamente rumou em direção da frota estacionada e avisou da aproximação do inimigo. O Herval lançou três foguetes, dando o alarme.
A esquadra paraguaia era formada por 24 canoas, com 12 homens em cada uma delas, agrupadas em quatro divisões sob comando do capitão Yunez. Os assaltantes estavam munidos de sabres, pistolas, machados e facões, além granadas de mão e foguetes que lançariam dentro dos navios. Devido à forte correnteza, algumas canoas não conseguiram abordar os ironclads e foram levadas rio abaixo e capturadas por outros navios imperiais. Das 24 canoas, 14 abordaram o Lima Barros e oito cercaram o Cabral, enquanto o resto foi levado pelo rio. Os atacantes abordaram as duas embarcações com "furor selvagem", fazendo com que as sentinelas e o pessoal que lá estavam se desdobrassem com podiam para impedi-los. As guarnições tiveram que se abrigar no interior das embarcações para se protegerem. O comandante da divisão, chefe Joaquim Rodrigues da Costa, e o comandante do navio, Garcindo de Sá, saíram para o convés do Lima Barros para conduzir o combate, mas Rodrigues da Costa foi cercado pelos paraguaios, que o mutilaram repetidas vezes. Mesmo caído e gravemente ferido, reuniu forças para ordenar que o Lima Barros metralhasse os paraguaios, ordem que repetiu até seu último suspiro.

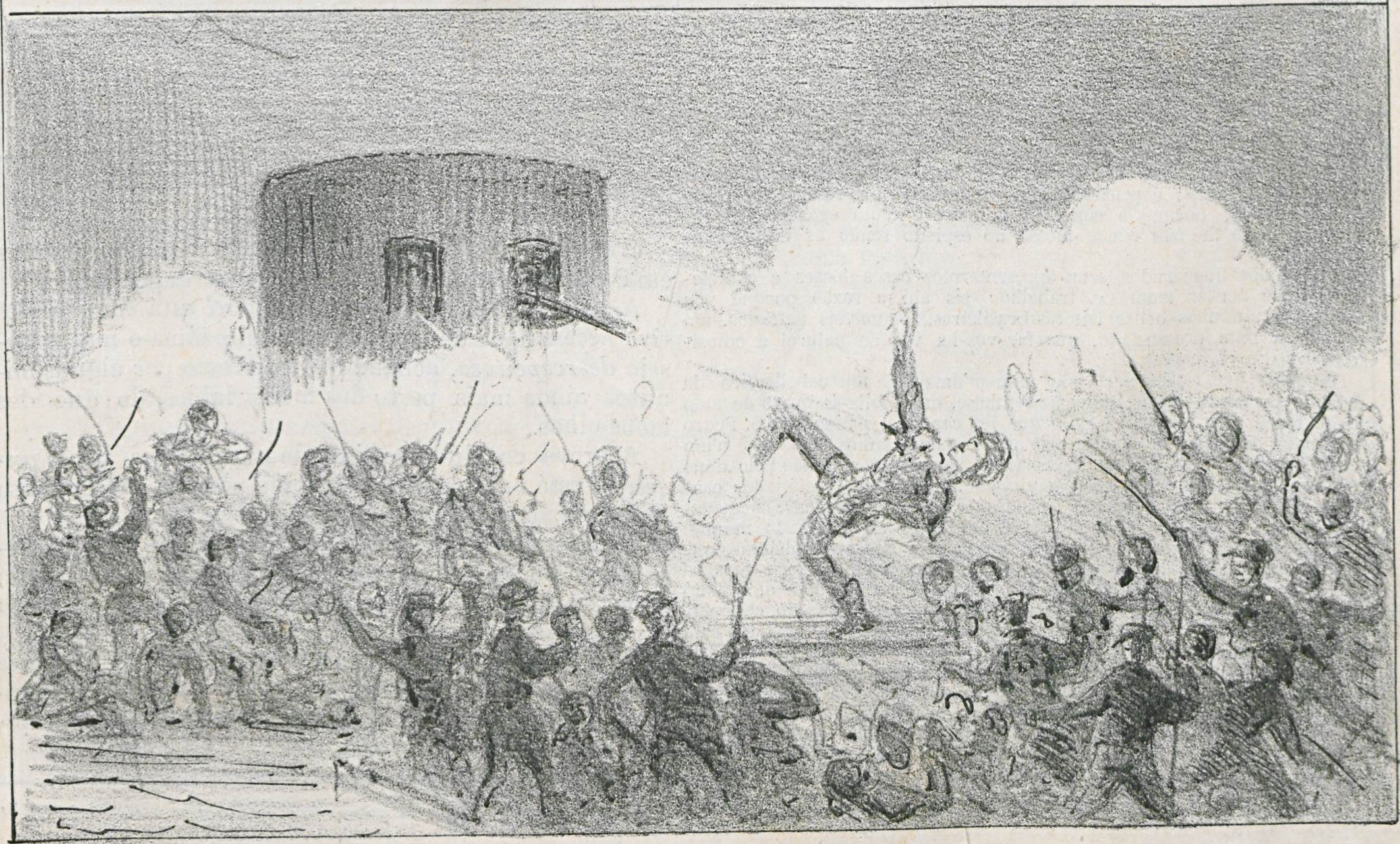
Ilustração que retrata os paraguaios a bordo do Lima Barros (Semana Ilustrada, n.º 382/1868)

Para cumprir a ordem de seu superior, o comandante Garcindo de Sá, que conseguiu adentrar o Lima Barros por uma de suas portinholas, iniciou a metralha dos paraguaios, dizimando-os mas incapaz de fazê-los recuar. Na verdade, os paraguaios passaram a atacar com furor redobrado, tentando desesperadamente abrir, a golpes de machado, rupturas no navio para lançar suas bombas de mão. A cena se reproduziu no ironclad Cabral, cuja guarnição combatia com a mesma determinação. Apesar dos esforços dos homens do Cabral, os paraguaios conseguiram penetra-lo e estavam prestes a tomar o navio quando os ironclads Silvado e Herval se aproximaram, metralhando e varrendo os paraguaios do convés e, assim, salvando-os. A batalha resultou na morte de 110 paraguaios. Dentre os brasileiros, somaram-se 16 mortes, 55 feridos e 15 prisioneiros. Inácio, referindo-se ao comandante Joaquim Rodrigues da Costa, classificou-o de: "Um dos atletas da Esquadra, homem de virtudes cívicas, de uma dedicação sem limites ao serviço, de uma bravura refletida, de uma lealdade que de longos anos era por mim conhecida e apreciada; uma verdadeira perda para o Império".
No dia 10 de abril de 1868, o Lima Barros e diversos outros ironclads e navios de madeira bombardearam incessantemente a fortaleza de Humaitá, em preparação para o ataque das forças aliadas. Em julho, uma segunda frota de ironclads foi escolhida para realizar a transposição da fortaleza novamente. Para tal fim foram escolhidos os ironclads Cabral e Silvado e o monitor Piauí. O Lima Barros avançaria na retaguarda, com apoio do Brasil, Colombo, Herval e Mariz e Barros, apenas para fornecer fogo de supressão aos primeiros.

#### Reconhecimento de Humaitá

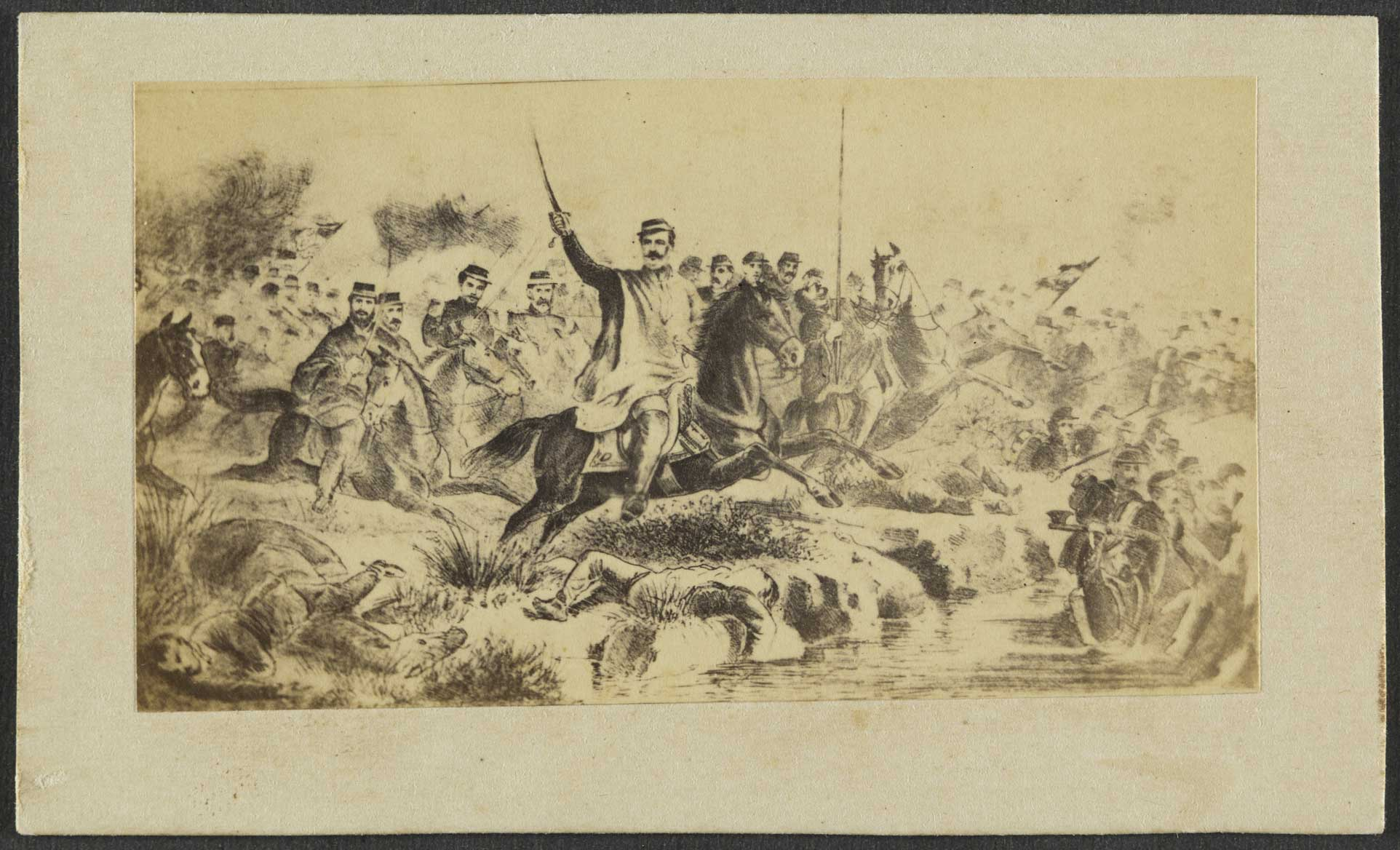
Gravura do reconhecimento de Humaitá em 16 de julho de 1868

No dia 16, alguns dias antes da travessia, o General Marquês de Caxias ordenou um reconhecimento agressivo da fortaleza, operação que contou com a participação do monitor e outros navios da esquadra. O exército iniciou um avanço sobre o baluarte por terra, com tropas brasileiras do General Manuel Luís Osório, o 3.º Corpo de Exército, à direita, General Alexandre Gomes de Argolo Ferrão Filho com o 2.° Corpo à esquerda, e tropas argentinas do General Juan Andrés Gelly y Obes ao centro, enquanto o Lima Barros do Capitão de Mar e Guerra Mamedes Simões metralhava as baterias.
No entanto, quando as tropas de Osório já estavam próximas do fosso do forte, todos os corpos foram inesperadamente ordenadas a recuarem. Por estarem demasiadamente próximos da artilharia paraguaia, o 3º. Corpo sofreu as maiores baixas totalizando 1 010. O 2.º Corpo teve doze baixas e as tropas argentinas tiveram apenas um ferido. O Lima Barros sofreu a perda de dois tripulantes mortos e sete feridos. Principiou-se um incêndio a bordo que logo foi contido pela marinhagem.

#### Segunda passagem de Humaitá e passagem de Angostura
A transposição de Humaitá iniciou-se às 4h15 do dia 21 de julho. Segundo relatos de oficiais, o ironclad Cabral liderou a formação e, ao suspender âncora, colidiu com o Lima Barros, que estava ancorado para proteger a frota. Isso resultou na perda de dois escaleres e uma canoa do Cabral. Posteriormente, o Cabral e o Silvado colidiram, rompendo os cabos que ligavam o monitor Piauí ao Silvado. Apesar dos contratempos, os navios conseguiram passar pelas correntes de Humaitá, registrando suas passagens por volta das 4h40 e 4h48. Não houve baixas nas tripulações, mas os navios sofreram danos. O Cabral teve danos na borda falsa e na escotilha da casamata de vante, enquanto o Silvado sofreu oito impactos, incluindo avarias na chaminé, torre de ré e no costado. O monitor Piauí teve danos leves. Assim como na primeira passagem, muitos dos danos e perdas foram causados por acidentes decorrentes das difíceis condições de navegação e do mau governo de alguns navios, especialmente o Cabral, que demonstrou péssima navegabilidade durante a guerra. A colisão entre o Silvado e o Cabral resultou no rompimento dos cabos de reboque do monitor Piauí.
Com certo atraso, os ironclads conseguiram atravessar o passo, atracando adiante do forte na ilha do Araçá às 6h. Para evitar perdas maiores, Francisco Solano Lopez, Presidente do Paraguai e comandante de suas forças, ordenou o abandono de Humaitá que iniciou-se na noite do dia 22. As tropas atravessaram o rio em canoas até uma região do Chaco que não havia sido ocupado pelas tropas aliadas. De lá, se encaminharam até às Fortificações do rio Tebicury, onde se encontrava o grosso das forças paraguaias. Essa posição também seria abandonada por Lopez em 31 de agosto, após as operações de ataque dos monitores Alagoas, Bahia e Silvado. Não restou alternativa às tropas paraguaias restantes se não a de recuar para as posições defensivas de Angostura, Piquissiry e Villeta, mais próximas da capital Assunção. Em 2 de setembro, o Lima Barros, Silvado, Herval e Mariz e Barros fizeram um reconhecimento rápido dessas novas posições. Não há relato de combate.
No início de outubro de 1868, a fortaleza de Angostura, cuja defesa estava a cargo do engenheiro e oficial militar inglês George Thompson, passou a ser atacada pela esquadra imperial. Após vários dias de ataque, os ironclads Lima Barros, Silvado e Rio Grande do Norte foram ordenados a realizarem a transposição da fortaleza. Os navios forçaram o passo no dia 15 de outubro, sob pesado fogo das baterias defensivas, logrando êxito e se reunindo com a divisão de Inácio (Alagoas, Bahia, Barroso, Pará e Tamandaré) em seguida. Após a passagem, a esquadra imperial voltaria a realizar uma série de incursões contra o forte pelos dias restantes de outubro e nos meses de novembro e dezembro. Os defensores acabariam por se renderem no dia 30 de dezembro.

### Carreira posterior

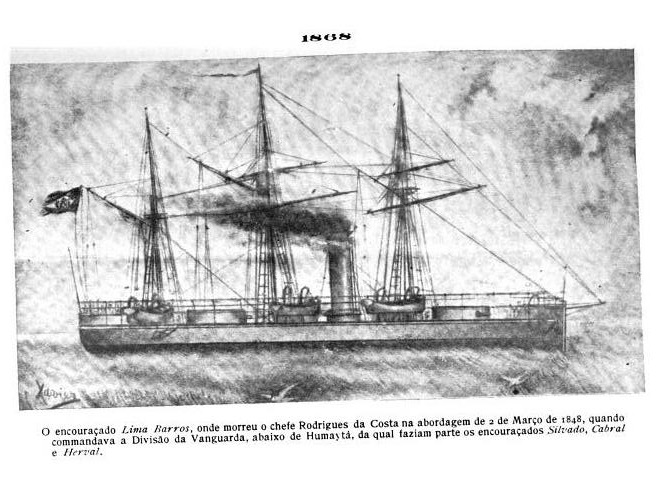
Desenho do Lima Barros durante a Guerra do Paraguai

No início de 1869, os grandes ironclads construídos no exterior, que incluía o Lima Barros, já não eram mais necessários, visto que os combates navais a partir de então ocorreriam em estreitos e sinuosos rios, completamente inadequados para aqueles navios. Todos os ironclads dispensados foram chamados de volta ao Rio de Janeiro, onde passaram por extensas obras de reparo. A partir de 1873, os ironclads foram realocados para distritos navais espalhados pela costa brasileira. O Lima Barros, Bahia, Brasil e Silvado foram enviados para o primeiro distrito, que patrulhava a fronteira do extremo sul do país até à divisa entre às províncias do Rio de Janeiro e Espírito Santo.
Em 31 de março de 1877, assumiu o então Capitão de Fragata Joaquim Antônio Cordovil Maurity, herói da Guerra do Paraguai. Seu comando estendeu-se até 26 de janeiro de 1878, quando entregou para o Primeiro Tenente José Manoel Pereira de Sampaio. Relata-se que em 1878, o Lima Barros fundeou no Porto de Desterro (Florianópolis). Entre novembro de 1878 e março de 1879, Lima Barros desempenhou algumas atividades como a comissão Rio de Janeiro a Santa Catarina onde navegou utilizando apenas a propulsão à vela ou apenas a propulsão a vapor, em provável treinamento. A viagem até Santa Catarina tinha também por objetivo a incorporação à Divisão Naval do Primeiro Distrito. Posteriormente, realizou a comissão Santa Catarina Paranaguá e vice-versa com a missão de treinamento da tripulação. Por fim, retornou ao Rio de Janeiro. A Armada Imperial enviou um comunicado em 2 de maio de 1879, caracterizando o monitor como uma bateria flutuante. Em 1881, a embarcação estava sob o comando do Capitão de Fragata Júlio César de Noronha. O navio recebeu baixa de serviço da Armada Imperial Brasileira em 8 de maio de 1883. Por volta de 1890, o monitor Lima Barros não passava de uma bateria flutuante estacionária ancorada provavelmente no Rio de Janeiro. O escritor Gardiner registrou que o ironclad sobreviveu até 1905, ano em que fora desmantelado.